# Jacopo Zeno
Jacopo Zeno (attestato anche come Zen e Geno; Venezia, 1418 – Padova, 1481) è stato un vescovo cattolico e umanista italiano.

## Biografia
Nacque dai patrizi Jacopo Zen (ramo "di San Geminiano") ed Elisabetta Gussoni. Suo nonno era Carlo Zen, l'eroico ammiraglio distintosi nella guerra di Chioggia. Fu battezzato come Ranieri ma, rimasto orfano del padre poco dopo la nascita, adottò il suo nome. Ebbe tre fratelli e una sorella: Andrea, Carlo, Marino e Maria.
Grazie ai legami di parentela, gli Zen rientravano in quella consorteria familiare da cui, nel XIV secolo, erano usciti tre pontefici: Gregorio XII Correr, Eugenio IV Condulmer e Paolo II Barbo. Di quest'ultimo, suo coetaneo, fu anche compagno di giochi.
Fu introdotto alla grammatica con le lezioni private di Damiano da Pola. Ad appena undici anni prese a frequentare l'università di Padova, dove studiò eloquenza e diritto. Suoi insegnanti furono Giovanni Francesco Capodilista, Paolo di Castro, Antonio Roselli e Angelo degli Ubaldi. I primi due furono anche suoi promotori in occasione della laurea in utroque iure, conseguita il 21 agosto 1440.
Nel 1433, a soli quindici anni, compose una lettera consolatoria indirizzata al fratello Marino (Consolatio in obitu matris), essendo appena spirata la madre. Allo stesso dedicò, due anni dopo, la Descriptio coniurationis Patavinae, riguardante la rivolta antiveneziana del 1435.
Successivamente si stabilì a Firenze (dove era in corso il Concilio), probabilmente per raggiungere Pietro Barbo che in quell'anno era stato creato cardinale. Durante questo periodo conobbe il cardinale Niccolò Albergati e il suo segretario Tommaso Parentucelli. Questi legami gli permisero di intraprendere una rapida carriera ecclesiastica: nel 1444 si trovava a Roma in qualità di suddiacono apostolico e, poco dopo l'elezione del Parentucelli al papato con il nome di Niccolò V, fu eletto vescovo di Feltre e Belluno (26 aprile 1447). A parte qualche sporadica visita, si mantenne lontano dalla propria sede che governava tramite il suo vicario Paganino da Bergamo, vescovo di Dolcigno. Per il resto, proseguì la propria carriera nella Curia romana, ottenendo la nomina referendario apostolico (19 marzo 1449, confermato da Callisto III il 1º ottobre 1455). Inoltre, presentò la propria candidatura al Senato veneziano per essere trasferito nelle più prestigiose sedi di Vicenza (1451) e Venezia (1456), ma non ebbe successo.
Frattanto proseguiva la sua attività letteraria: nel 1443 compose il Libellus de morte sororis sanctissimi domini nostri - perduto -, scritto in occasione della scomparsa di una sorella del pontefice. L'anno successivo scrisse l'orazione funebre per il cardinale Giuliano Cesarini. Dello stesso periodo e una lettera laudatoria a Ciriaco d'Ancona. Al periodo bellunese risalgono una laudatoria indirizzata al cardinale Ludovico Trevisan e il De vita et moribus Nicolai cardinalis sanctae Crucis, biografia del cardinale Niccolò Albergati dedicata a Pietro Barbo. La sua opera di maggior successo fu però una biografia del nonno Carlo Zen, scritta nel 1458 e dedicata a papa Pio II.

### Vescovo di Padova
Nel 1459, morto Fantino Dandolo vescovo di Padova, il Senato aveva deciso di nominare al suo posto l'abate di San Zeno Gregorio Correr, ma incontrò l'opposizione di Pio II, convinto di traslare da Vicenza Pietro Barbo e di sostituire quest'ultimo proprio con il Correr. Il Senato si disse nettamente contrario, adducendo il fatto che la grande diocesi di Padova necessitava di un vescovo residente, mentre il Barbo era costantemente impegnato in Curia. Le vere motivazioni erano però legate al controllo dei cospicui benefici patavini, da assegnare a un prelato più vicino al governo. 
Lo scontro si aggravò quando alla dieta di Mantova gli oratori veneziani si rifiutarono di incontrare il cardinale. Nello stesso momento il Senato convocò Paolo Barbo, fratello di Pietro, per convincerlo a rinunciare al papato. Di fronte al suo rifiuto, Venezia condannò all'esilio Paolo Barbo e riaprì le elezioni per Padova, presentando Jacopo Zeno come candidato.
Pietro Barbo finì per cedere rinunciando alla nomina e alla fine anche il papa dovette confermare la scelta veneziana.
Lo Zeno ottenne quindi la cattedra di Padova quasi per caso, il 26 marzo 1460, ma la vicenda non guastò i suoi rapporti con il Barbo.
Tra il 1464 e il 1469 prestò la sua opera presso la curia pontificia di papa Paolo II.

## Opere
Fu inoltre un raffinato umanista; tra i suoi scritti si ricordano:
- Vita Caroli Zeni
- De vita et moribus Nicolai cardinalis Sanctae Crucis
- Vitae Summorum Pontificum
- Coniurationis Patavinae descriptio
- Elogio di Ciriaco d'Ancona